# Anomaly (album)
Anomaly is het vierde solo-album van voormalig KISS-gitarist Ace Frehley, uitgebracht op 15 september 2009. Het is voor het eerst sinds Trouble Walkin' uit 1989 dat Frehley nieuw studiomateriaal uitbrengt. Frehley produceerde het album grotendeels zelf, op de samenwerking met Marti Frederiksen voor de The Sweet-cover Fox on the Run na.
Het album is opgedragen aan Eric Carr (zijn goede vriend en oude drummaatje bij KISS die in 1991 aan kanker overleed) en Pantera-gitarist Dimebag Darrell (tevens een vriend van Frehley die in 2004 tijdens een concert werd doodgeschoten). Het nummer The Return of Space Bear is een ode aan Tom Snyder. Hij is bij KISS-fans bekend van het hilarische tv-interview in 1979 waarin Ace, compleet dronken, de show steelt ten opzichte van de andere bandleden.

## Tracklist
Alle nummers zijn geschreven door Ace Frehley, behalve waar dit vermeld staat.
1. "Foxy & Free" – 3:43
2. "Outer Space" (Jesse Mendez, David Askew, Frehley) – 3:48
3. "Pain in the Neck" – 4:18
4. "Fox on the Run" (Andy Scott, Brian Connolly, Steve Priest, Mick Tucker) – 3:34
5. "Genghis Khan" – 6:08
6. "Too Many Faces" – 4:22
7. "Change the World" – 4:11
8. "Space Bear" – 5:24
9. "A Little Below the Angels" – 4:17
10. "Sister" – 4:48
11. "It's a Great Life" – 4:00
12. "Fractured Quantum" – 6:19
13. "The Return of Space Bear" (bonus track die alleen te downloaden is via iTunes)

## Muzikanten
- Ace Frehley - zang, gitaar, aanvullende basgitaar
- Anthony Esposito - basgitaar
- Anton Fig - drums, percussie
- Derrek Hawkins - ritmegitaar
- Scot Coogan - drums, percussie
- Marti Frederiksen - keyboards, aanvullende bas- en ritmegitaar

## Hitnotering
| Anomaly in de Nederlandse Album Top 100 - binnen: 26-09-2009 | Anomaly in de Nederlandse Album Top 100 - binnen: 26-09-2009 | Anomaly in de Nederlandse Album Top 100 - binnen: 26-09-2009 |
| Week                                                         | 01                                                           |                                                              |
| ------------------------------------------------------------ | ------------------------------------------------------------ | ------------------------------------------------------------ |
| Nummer                                                       | 99                                                           | uit                                                          |